# Chagan, Guangdong
Chagan (kinesiska: 差干) är en köping i sydöstra Kina. Den ligger i Pingyuan härad i staden Meizhou i provinsen Guangdong, omkring 340 kilometer nordost om provinshuvudstaden Guangzhou. Antalet invånare är 6 194. Befolkningen består av 3 118 kvinnor och 3 076 män. Barn under 15 år utgör 18,0 %, vuxna 15-64 år 70 %, och äldre över 65 år 11,0 %.